# Kopyah
Kopyah is een bestuurslaag in het regentschap Indramayu van de provincie West-Java, Indonesië. Kopyah telt 6025 inwoners (volkstelling 2010).